# Adobe Director
Adobe Director fue una aplicación de Desarrollo de Software (o Autoría de Software) Multimedia (que inspiró a Adobe Flash® ) destinado para la producción de programas ejecutables ricos en contenido multimedia. Fue considerada una de las herramientas más poderosas de integración y programación de medios digitales, en los años 90 y mediados del 2000, debido a su versatilidad de poder incorporar imágenes, audio, vídeo digital, películas flash, y un engine 3D, en una sola aplicación, y manipularlas a través de un lenguaje de programación (Lingo; Javascript).
Desarrollado a fines de los años 80 por la empresa Macromedia, fue distribuido desde el año 2008 por Adobe Systems Incorporated, hasta su desaparición el 1 de febrero de 2017.
Adobe Director, permitió crear y publicar juegos interactivos, prototipos, simulaciones y cursos eLearning para la Web, dispositivos iOS, sistemas de escritorio Windows® y Mac, DVD y CD. Con Director también fue posible programar una amplia gama de aplicaciones basadas en redes, lo que ha permitió crear innumerables sistemas y juegos multiusuario en línea.
Director también permitía la manipulación de modelos en 3D, gracias a Shockwave 3D. Es así como diversos programas de modelamiento, como 3D Studio MAX (de la empresa Autodesk), exportaban sus modelos (incluyendo las animaciones) en formato Shockwave 3D, que podían ser importados a Director, y manipulado a través de instrucciones. A través de variados Xtras (como Havok), Director también manipulaba propiedades físicas de modelos 3D (como por ejemplo, gravedad, coeficientes de roce, restitución, etc) logrando simulaciones más realistas, tanto para software de ingeniería avanzada, como para juegos.
Además del potente lenguaje incorporado (Lingo), una de sus principales ventajas radicaba en el uso de los llamados xtras. Se trataba de “pequeños programas” (plugins) desarrollados en lenguaje C++ por otros usuarios o terceras empresas, que proporcionaban al desarrollador una infinidad de utilidades.
Con el lanzamiento de Director 11 y su evolución a la versión 11.5, de la mano de Adobe, se incorporó soporte para DirectX y se extendieron las capacidades en 3D basadas en el engine PhysX de NVIDIA, importación de 3D desde Google SketchUp, así como también filtros de bitmaps, canales de audio 5.1, vídeo en alta definición, soporte para H.264, e integración de Adobe Flash CS3 y Shockwave Player 11. Director 12, lanzado en febrero de 2013, incorporó la posibilidad de publicación para dispositivos iOS, además de otras utilidades como estereoscopía, nuevos efectos, y nuevas potencialidades del engine 3D.

## Interfaz
A lo largo de todas sus versiones, la interfaz de Director fue fiel a su concepción inicial, y a su nombre: entregarle al desarrollador un escenario (Stage), para el armado de su Aplicación. Cada uno de los múltiples medios que pueden ser utilizados en Director son considerados "actores" (casts), cuyas características pueden ser manipuladas a través de guiones (o Scripts) escritos en lenguaje Lingo o Javascript. En síntesis, el desarrollador es el director de su propia película, controlando todos sus aspectos.

## Timeline
- 1985: VideoWorks (Disponible para Apple Macintosh)
- 1988: Director 1.0
- 1993: Macromind Director se convierte en Macromedia Director (v 3.1.3)
- 1994: Macromedia Director 4 (Plataformas Windows y Powermac)
- 1996: Macromedia Director 5 (Aparición de Shockwave)
- 1997: Macromedia Director 6 (Implementación de Behaviors & y soporte mp3)
- 1997: Macromedia Director 6.5 (integración de Xtras)
- 1998: Macromedia Director 7 (Se reescribió el engine)
- 2000: Macromedia Director 8
- 2001: Macromedia Director 8.5 (Aparición de Shockwave3D)
- 2002: Macromedia Director MX (También conocido como Director 9)
- 2004: Macromedia Director MX 2004 (También conocido como Director 10)
- 2008: Adobe Director 11
- 2009: Adobe Director 11.5
- 2010: Adobe Director 11.5.8
- 2013: Adobe Director 12. (Publicación a dispositivos iOS, estereoscopía, mejora de Engine 3D)
- 2017: Adobe Director – Fin de su Desarrollo.

## Director y Flash
Históricamente, la comunidad más cercana a Flash (Adobe Animate) y desconocedora de Director, se preguntaba sobre las comparaciones entre ambos programas. Literalmente, Director y Flash no eran competidores. Flash nació en 1996, orientado al desarrollo de aplicaciones multimedia en Web, y en poco tiempo evolucionó poderosamente de la mano del lenguaje ActionScript. Director nació varios años antes (1985), y evolucionó como una poderosa herramienta de integración de medios digitales de alta calidad para plataformas de escritorio, y que también generó una arista para su incorporación a Web (Shockwave). 
La evolución de la popularidad de Flash sobre Shockwave tuvo varias explicaciones; no solo el plugin de Shockwave fue históricamente más pesado y menos amigable de instalar que Flash, sino también la autoría de Director siempre ha requerido la mano de un desarrollador de software, con conocimientos en programación; en cambio Flash se posicionó rápidamente en el universo de diseñadores Web (sin necesidad de poseer conocimientos de programación), y de hecho incentivó con los años el aprendizaje de programación ActionScript a varios "no programadores", generando una importante sinergia en el mundo del diseño y la programación -antes estrictamente lejanos-. Por otro lado, Macromedia logró acuerdos con empresas como DELL y Apple, para que Flash sea preinstalado en sus sistemas, evitando que los usuarios deban instalar software adicional.
A partir del año 2015, Flash sufrió un importante retroceso, desde que grandes compañías como Google, Facebook, Amazon y Firefox, le han expresado públicamente su rechazo por problemas de seguridad.

## Shockwave / Shockwave 3D
Desde la aparición de Director 5, Shockwave fue el formato exclusivo de publicación para web de Director. El plugin de shockwave permite ejecutar aplicaciones realizadas en Director (archivos DCR), a través de Internet, sin que estas pierdan su calidad ni características, además de aprovechar al máximo las potencialidades de aquellas que poseen engine multiusuario. Con la aparición de Director 8.5, Shockwave tuvo un nuevo impulso, al incorporar capacidades de manipulación de elementos en 3D (Shockwave 3D). Esto abrió las puertas a los desarrolladores de Director a un nuevo mundo, a partir del cual fue posible crear ambientes modelados en 3D (generados en Director, o importados como archivos W3D desde aplicaciones externas) y utilizar toda la riqueza del código lingo / javascript, para manipular dichos modelos en tiempo real.
El motor 3D de Shockwave fue en su oportunidad el líder indiscutible en su mercado, entre un gran número de desarrolladores de juegos en línea y de jugadores. Los archivos Flash (swf) podían ser incorporados a Director y ser ejecutados en Shockwave, pero no a la inversa. 
Otras características no incorporadas por Flash incluyen un motor de render mucho más rápido, junto con aceleración 3D por medio de hardware, acceso directo al píxel en imágenes bitmap, diferentes modos de filtrado para composiciones en capas de los gráficos y compatibilidad con diversos protocolos de red, incluido Internet Relay Chat. Además, a través de los Xtras, los desarrolladores pueden ampliar la funcionalidad de Shockwave con aplicaciones hechas a medida.

## Desarrolladores
El desarrollo de aplicaciones interactivas está lejos de sufrir una merma con la desaparición de Director. Hoy en día, los desarrolladores han migrado a plataformas actualizadas de desarrollo de multimedios en múltiples plataformas, entre las que destacan los teléfonos móviles, además del desarrollo de aplicaciones inmersivas para sistemas de realidad virtual. Una de las aplicaciones de autoría más populares el día de hoy, y que acogió tempranamente a una gran cantidad de desarrolladores de Adobe Director, es Unity 3D, considerado el software líder a nivel mundial, particularmente en la industria de los videojuegos.